# Igor Urban
Igor Urban (* 21. května 1960) byl slovenský politik za HZDS, po sametové revoluci československý poslanec Sněmovny lidu Federálního shromáždění, v 90. letech poslanec Národní rady SR.

## Biografie
Ve volbách roku 1992 byl za HZDS zvolen do Sněmovny lidu. Ve Federálním shromáždění setrval do zániku Československa v prosinci 1992. Uvádí se bytem Prešov.
V parlamentních volbách na Slovensku roku 1994 byl zvolen poslancem Národní rady Slovenské republiky za HZDS. V roce 1998 mu byl udělen Řád Andreje Hlinky. V roce 1997 se zapojil do debat okolo oddělení nové univerzity od stávající košické Univerzity Pavla Jozefa Šafárika, čímž vznikla Prešovská univerzita v Prešově. Proti plánu protestovali tisíce studentů, zatímco Urban jménem vlády prezentoval souhlasné stanovisko z řad děkanů prešovských fakult stávající univerzity. Působil tehdy na ministerstvu obrany, zastával post krajského předsedy HZDS v Prešově. V roce 1997 byl ovšem z postu krajského předsedy strany odvolán. Vystřídal Ivana Lexu na postu šéfa zvláštního parlamentního kontrolního výboru Slovenské informační služby. Nadále byl členem HZDS. V roce 2006 se zmiňoval jako možný náměstek Slovenské informační služby. Na tento post ho v rámci tehdejší koalice prosazoval Vladimír Mečiar. Nakonec ale funkci nezískal.